# Алёшин, Юрий Иванович
Ю́рий Ива́нович Алёшин (род. 10 марта 1937, Москва) — советский футболист, защитник.

## Карьера
Начинал играть Юрий Алёшин в московском «Локомотиве», а потом перешёл в ЦСКА. Играя там, он попал в список 33 лучших футболистов СССР по итогам сезона (№ 3, 1958). Закончил карьеру в клубе «Нефтчи» из Баку. Всего в чемпионатах СССР провел 21 матч и забил 1 гол.